# Ponta Lobrão
Ponta Lobrão es una localidad caboverdiana del municipio de Tarrafal.

## Geografía
La localidad está situada en la isla de Santiago.

## Organización territorial
La localidad abarca los lugares y barrios de:
- Baxu Strada
- Palmarejo
- Ponta Babosa
- Ponta do Lobrão
- Riba Strada
- Tchadinha